# Discografia dei The Kinks
La discografia dei Kinks comprende album incisi nel corso di più di trent'anni di carriera, dal 1964 al 1996.

## Album in studio
| Anno | Titolo                                                               | Posiz. classifica UK | Posiz. classifica US |
| ---- | -------------------------------------------------------------------- | -------------------- | -------------------- |
| 1964 | Kinks (Pubblicato negli Stati Uniti con il titolo You Really Got Me) | 3                    | 29                   |
| 1965 | Kinda Kinks                                                          | 3                    | 60                   |
| 1965 | The Kink Kontroversy                                                 | 9                    | 95                   |
| 1966 | Face to Face                                                         | 12                   | 136                  |
| 1967 | Something Else by the Kinks                                          | 35                   | 153                  |
| 1968 | The Kinks Are the Village Green Preservation Society                 | -                    | -                    |
| 1969 | Arthur (Or the Decline and Fall of the British Empire)               | -                    | 105                  |
| 1970 | Lola Versus Powerman and the Moneygoround, Part One                  | -                    | 35                   |
| 1971 | Muswell Hillbillies                                                  | -                    | 100                  |
| 1972 | Everybody's in Show-Biz                                              | -                    | 70                   |
| 1973 | Preservation: Act 1                                                  | -                    | 177                  |
| 1974 | Preservation: Act 2                                                  | -                    | 114                  |
| 1975 | The Kinks Present a Soap Opera                                       | -                    | 51                   |
| 1975 | Schoolboys in Disgrace                                               | -                    | 45                   |
| 1977 | Sleepwalker                                                          | -                    | 21                   |
| 1978 | Misfits                                                              | -                    | 40                   |
| 1979 | Low Budget                                                           | -                    | 11                   |
| 1981 | Give the People What They Want                                       | -                    | 15                   |
| 1983 | State of Confusion                                                   | -                    | 12                   |
| 1984 | Word of Mouth                                                        | -                    | 57                   |
| 1986 | Think Visual                                                         | -                    | 81                   |
| 1989 | UK Jive                                                              | -                    | 122                  |
| 1993 | Phobia                                                               | -                    | 166                  |

## Album pubblicati solo negli Stati Uniti
| Anno | Titolo                        | Posiz. classifica UK | Posiz. classifica US |
| ---- | ----------------------------- | -------------------- | -------------------- |
| 1965 | Kinks-Size (album solo US)    | -                    | 13                   |
| 1965 | Kinks Kinkdom (album solo US) | -                    | 47                   |

## Album dal vivo
| Anno | Titolo                                                                                   | Posiz. classifica UK | Posiz. classifica US |
| ---- | ---------------------------------------------------------------------------------------- | -------------------- | -------------------- |
| 1965 | Kinks in Germany                                                                         | -                    | -                    |
| 1968 | Live at Kelvin Hall (Pubblicato negli Stati Uniti nel 1967 con il titolo The Live Kinks) | -                    | 162                  |
| 1980 | One for the Road                                                                         | -                    | 14                   |
| 1988 | Live: The Road                                                                           | -                    | -                    |
| 1994 | To the Bone                                                                              | -                    | -                    |

## Colonne sonore
| Anno | Titolo | Posiz. classifica UK | Posiz. classifica US |
| ---- | ------ | -------------------- | -------------------- |
| 1971 | Percy  | -                    | -                    |

## Raccolte
| Anno | Titolo                                                                                   | Posiz. classifica UK | Posiz. classifica US |
| ---- | ---------------------------------------------------------------------------------------- | -------------------- | -------------------- |
| 1966 | Greatest Hits! (album solo US)                                                           | -                    | 9                    |
| 1966 | Well Respected Kinks                                                                     | 5                    | -                    |
| 1967 | Sunny Afternoon (album solo UK)                                                          | 9                    | -                    |
| 1970 | The Hit Collection                                                                       | -                    | -                    |
| 1971 | Golden Hour of the Kinks (album solo UK)                                                 | 21                   | -                    |
| 1972 | The Kink Kronikles (album solo US)                                                       | -                    | 94                   |
| 1973 | The Great Lost Kinks Album                                                               | -                    | 145                  |
| 1974 | Golden Hour of the Kinks Vol. 2 (album solo UK)                                          | -                    | -                    |
| 1974 | Lola, Percy and the Apeman Come Face to Face with the Village Green Preservation Society | -                    | -                    |
| 1976 | The Kinks' Greatest: Celluloid Heroes                                                    | -                    | 105                  |
| 1978 | 20 Golden Greats                                                                         | 19                   | -                    |
| 1980 | Second Time Around                                                                       | -                    | -                    |
| 1981 | The Kinks Collection                                                                     | -                    | -                    |
| 1983 | Candy from Mr. Dandy (album solo UK)                                                     | -                    | -                    |
| 1983 | Dead End Street: Kinks Greatest Hits                                                     | 96                   | -                    |
| 1984 | Kinks Kollectables                                                                       | -                    | -                    |
| 1984 | The Kinks: A Compleat Collection 20th Anniversary Edition                                | -                    | 209                  |
| 1985 | The Kinks: Backtrackin' (The Definitive Double Album Collection)                         | -                    |                      |
| 1986 | Come Dancing with the Kinks: The Best of 1977-1986                                       | -                    | -                    |
| 1988 | The Kinks Are Well Respected Men                                                         | -                    | -                    |
| 1989 | 25 Years: The Ultimate Collection                                                        | 35                   | -                    |
| 1991 | The Complete Collection                                                                  | -                    | -                    |
| 1991 | The Kinks Lost & Found: 1986-1989                                                        | -                    | -                    |
| 1992 | The Kinks Story Vol. 1: 1964-1966                                                        | -                    | -                    |
| 1992 | The Kinks Story Vol. 2: 1967-1971                                                        | -                    | -                    |
| 1993 | The Definitive Collection: The Kinks Greatest Hits                                       | 18                   | -                    |
| 1994 | You Really Got Me: The Very Best of The Kinks                                            | -                    | -                    |
| 1997 | The Singles Collection                                                                   | 42                   | -                    |
| 1998 | God Save The Kinks, Vol. 1                                                               | -                    | -                    |
| 1998 | God Save The Kinks, Vol. 2                                                               | -                    | -                    |
| 1998 | God Save The Kinks, Vol. 3                                                               | -                    | -                    |
| 1999 | You Really Got Me: The Best of The Kinks                                                 | -                    | -                    |
| 2001 | BBC Sessions: 1964-1977                                                                  | 149                  | -                    |
| 2002 | The Ultimate Collection                                                                  | 32                   | -                    |
| 2007 | The Ultimate Collection (ristampato su doppio CD)                                        | 1 (Classifica Indie) | -                    |
| 2008 | Picture Book (6 CD box set)                                                              | -                    | -                    |
| 2011 | Hidden Treasures (Dave Davies solista)                                                   | -                    | -                    |
| 2011 | The Kinks in Mono (Limited Edition 10 CD box set)                                        | -                    | -                    |
| 2011 | Kinks Kollekted                                                                          | -                    | -                    |
| 2012 | The Kinks At The BBC (Limited Edition 5 CD + 1 DVD box set)                              | 110                  | -                    |
| 2012 | Waterloo Sunset: The Very Best of The Kinks & Ray Davies                                 | 14                   | -                    |

## EP
- 1964 – Kinksize Session
- 1964 - You Really Got Me (pubblicato solo in Spagna)
- 1964 - All Day and All of the Night (pubblicato solo in Francia)
- 1965 – Kinksize Hits
- 1965 – Kwyet Kinks
- 1966 – Dedicated Kinks
- 1967 – Mr. Pleasant (pubblicato solo in Francia)
- 1968 – The Kinks
- 1991 – Did Ya
- 1997 – The Days

## Singoli

### Anni sessanta
| 1964                                         | Long Tall Sally/I Took My Baby Home                               | -  | 129 |  |    |    |    |    |    |    |    |
| 1964                                         | You Still Want Me/You Do Something to Me                          |    |     |  |    |    |    |    |    |    |    |
| 1964                                         | You Really Got Me/It's All Right                                  | 1  | 7   |  | 2  |    | 4  | 39 | 23 |    | 11 |
| 1964                                         | All Day and All of the Night/I Gotta Move                         | 2  | 7   |  | 18 |    | 12 | 22 | 17 |    | 18 |
| 1965                                         | Tired of Waiting for You/Come on Now                              | 1  | 6   |  | 24 |    | 3  | 13 | 18 |    | 6  |
| 1965                                         | Everybody Is Gonna Be Happy/Who'll Be the Next in Line            | 11 |     |  |    |    |    | 29 | 28 |    |    |
| 1965                                         | Set Me Free/I Need You                                            | 9  | 23  |  |    |    | 2  | 32 | 12 |    |    |
| 1965                                         | See My Friends/Never Met a Girl Like You Before                   | 10 | 111 |  |    |    |    | 36 | 26 |    | 19 |
| 1965                                         | Who'll Be the Next in Line (non pubblicato nel Regno Unito)       |    | 34  |  |    |    | 25 |    |    |    |    |
| 1965                                         | Till the End of the Day/Where Have All the Good Times Gone        | 8  | 50  |  |    | 25 | 34 | 19 | 4  |    | 3  |
| 1966                                         | Dedicated Follower of Fashion/Sittin' on My Sofa                  | 4  | 36  |  |    | 13 | 11 | 11 | 1  | 1  | 6  |
| 1966                                         | A Well Respected Man/Milk Cow Blues                               |    | 13  |  | 18 | 20 |    |    | 8  |    | 3  |
| 1966                                         | Wonder Where My Baby Is Tonight? (non pubblicato nel Regno Unito) |    |     |  |    |    |    |    |    |    | 7  |
| 1966                                         | Sunny Afternoon/I'm Not Like Everybody Else                       | 1  | 14  |  | 12 | 14 | 1  | 7  | 1  | 2  | 2  |
| 1966                                         | Dandy (non pubblicato nel Regno Unito)                            |    |     |  |    | 2  |    | 1  | 3  |    |    |
| 1966                                         | Dead End Street/Big Black Smoke                                   | 5  | 73  |  |    | 11 | 28 | 5  | 5  | 4  | 12 |
| 1966                                         | Mister Pleasant                                                   |    | 80  |  |    | 3  | 79 | 12 | 2  |    |    |
| 1967                                         | Waterloo Sunset                                                   | 2  |     |  | 6  | 8  |    | 7  | 1  | 7  | 14 |
| 1967                                         | Death of a Clown (Dave Davies solista)                            | 3  |     |  | 31 | 5  | 68 | 3  | 2  |    |    |
| 1967                                         | Autumn Almanac                                                    | 3  |     |  |    | 5  |    | 13 | 6  | 17 |    |
| 1967                                         | Susannah's Still Alive (Dave Davies solista)                      | 20 |     |  |    | 18 |    | 27 | 10 |    | 18 |
| 1968                                         | Wonderboy                                                         | 36 |     |  |    |    |    | 29 | 6  |    |    |
| 1968                                         | Days                                                              | 12 |     |  |    | 17 |    | 28 | 7  | 11 |    |
| 1968                                         | Lincoln County (Dave Davies solista)                              |    |     |  |    |    |    |    | 15 |    |    |
| 1969                                         | Starstruck                                                        |    |     |  |    |    |    |    | 13 |    |    |
| 1969                                         | Hold My Hand                                                      |    |     |  |    |    |    |    |    |    |    |
| 1969                                         | Plastic Man                                                       | 31 |     |  |    |    |    | 34 | 17 |    |    |
| 1969                                         | Drivin'                                                           |    |     |  |    |    |    |    |    |    |    |
| 1969                                         | The Village Green Preservation Society                            |    |     |  |    |    |    |    |    |    |    |
| 1969                                         | Shangri-La                                                        |    |     |  |    |    |    |    | 27 |    |    |
| 1969                                         | Victoria                                                          | 33 | 62  |  | 57 |    | 33 |    |    |    |    |
| "—" indica singoli non entrati in classifica |                                                                   |    |     |  |    |    |    |    |    |    |    |

### Anni settanta
| 1970                                         | Lola                               | 2  | 9   |  | 4  |  | 2  | 2 | 1  | 1  | 5 |
| 1970                                         | Apeman                             | 5  | 45  |  | 5  |  | 19 | 8 | 14 | 5  |   |
| 1971                                         | God's Children                     |    |     |  | 53 |  |    |   |    | 21 |   |
| 1971                                         | 20th Century Man                   |    | 106 |  | 89 |  |    |   |    |    |   |
| 1972                                         | Supersonic Rocket Ship             | 16 | 111 |  |    |  |    |   | 29 |    |   |
| 1972                                         | Celluloid Heroes                   |    |     |  |    |  |    |   |    |    |   |
| 1973                                         | One Of The Survivors               |    | 108 |  |    |  |    |   |    |    |   |
| 1973                                         | Sitting in the Midday Sun          |    |     |  |    |  |    |   |    |    |   |
| 1973                                         | Sweet Lady Genevieve               |    |     |  |    |  |    |   |    |    |   |
| 1973                                         | Where Have All the Good Times Gone |    |     |  |    |  |    |   |    |    |   |
| 1974                                         | Money Talks                        |    |     |  |    |  |    |   |    |    |   |
| 1974                                         | Mirror Of Love                     |    |     |  |    |  |    |   |    |    |   |
| 1974                                         | Holiday Romance                    |    |     |  |    |  |    |   |    |    |   |
| 1974                                         | Preservation                       |    |     |  |    |  |    |   |    |    |   |
| 1975                                         | Ducks on the Wall                  |    |     |  |    |  |    |   |    |    |   |
| 1975                                         | Starmaker                          |    |     |  |    |  |    |   |    |    |   |
| 1975                                         | You Can't Stop The Music           |    |     |  |    |  |    |   |    |    |   |
| 1976                                         | I'm in Disgrace                    |    |     |  |    |  |    |   |    |    |   |
| 1976                                         | No More Looking Back               |    |     |  |    |  |    |   |    |    |   |
| 1977                                         | Sleepwalker                        |    | 48  |  |    |  | 54 |   |    |    |   |
| 1977                                         | Juke Box Music                     |    |     |  |    |  |    |   |    |    |   |
| 1977                                         | Father Christmas                   |    |     |  |    |  |    |   |    |    |   |
| 1978                                         | A Rock 'N Roll Fantasy             |    | 30  |  |    |  | 30 |   |    |    |   |
| 1978                                         | Live Life                          |    |     |  |    |  |    |   |    |    |   |
| 1978                                         | Black Messiah                      |    |     |  |    |  |    |   |    |    |   |
| 1979                                         | (Wish I Could Fly Like) Superman   |    | 41  |  | 71 |  | 43 |   |    |    |   |
| 1979                                         | Moving Pictures                    |    |     |  |    |  |    |   |    |    |   |
| 1979                                         | A Gallon of Gas                    |    |     |  |    |  |    |   |    |    |   |
| 1979                                         | Catch Me Now I'm Falling           |    |     |  |    |  |    |   |    |    |   |
| 1979                                         | Pressure                           |    |     |  |    |  |    |   |    |    |   |
| "—" indica singoli non entrati in classifica |                                    |    |     |  |    |  |    |   |    |    |   |

### Anni ottanta
| 1980                                         | Lola (Live)                   |    | 81 |    | 69 | 2  |    |  | 1  |    |    |
| 1980                                         | You Really Got Me (Live)      |    |    |    |    |    |    |  |    |    |    |
| 1981                                         | Better Things                 | 46 | 92 | 12 |    |    |    |  |    |    |    |
| 1981                                         | Destroyer                     |    | 85 | 3  |    |    | 35 |  |    |    |    |
| 1981                                         | Predictable                   |    |    |    |    |    |    |  |    |    |    |
| 1982                                         | Come Dancing                  | 12 | 6  | 17 | 36 | 18 | 6  |  | 25 |    | 18 |
| 1983                                         | Don't Forget to Dance         | 58 | 29 | 16 |    |    | 20 |  |    | 38 |    |
| 1984                                         | Good Day                      |    |    |    |    |    |    |  |    |    |    |
| 1985                                         | Summer's Gone                 |    |    |    |    |    |    |  |    |    |    |
| 1985                                         | Do It Again                   |    | 41 | 4  |    |    | 91 |  |    |    |    |
| 1986                                         | Rock 'n' Roll Cities          |    |    | 37 |    |    |    |  |    |    |    |
| 1986                                         | How Are You                   | 86 |    |    |    |    |    |  |    |    |    |
| 1987                                         | Lost and Found                |    |    | 37 |    |    |    |  |    |    |    |
| 1988                                         | The Road                      |    |    |    |    |    |    |  |    |    |    |
| 1989                                         | Down all the Days (Till 1992) |    |    |    |    |    |    |  |    |    |    |
| "—" indica singoli non entrati in classifica |                               |    |    |    |    |    |    |  |    |    |    |

### Anni novanta
| 1990                                         | How Do I Get Close |    |  |    |  |  |  |  |  |  |  |
| 1991                                         | Did Ya EP          |    |  | 48 |  |  |  |  |  |  |  |
| 1993                                         | Scattered          |    |  |    |  |  |  |  |  |  |  |
| 1993                                         | Only a Dream       | 79 |  |    |  |  |  |  |  |  |  |
| 1997                                         | The Days EP        | 35 |  |    |  |  |  |  |  |  |  |
| "—" indica singoli non entrati in classifica |                    |    |  |    |  |  |  |  |  |  |  |

### Anni duemila
| 2004                                         | You Really Got Me (ristampa) | 42 |  |  |  |  |  |  |  |  |  |
| 2007                                         | Waterloo Sunset (ristampa)   | 88 |  |  |  |  |  |  |  |  |  |
| "—" indica singoli non entrati in classifica |                              |    |  |  |  |  |  |  |  |  |  |

## Fonti
- Discografia con incluse informazioni sulla registrazione, su kinks.it.rit.edu. URL consultato il 10 febbraio 2014 (archiviato dall'url originale il 27 febbraio 2009).
- Articolo retrospettivo sulla carriera dei Kinks sulla rivista Creem, su creemmagazine.com. URL consultato il 10 febbraio 2014 (archiviato dall'url originale il 27 settembre 2007).
- Sito web ufficiale di Ray Davies, su raydavies.info (archiviato dall'url originale il 30 luglio 2012).